# Campeonato Amapaense de Futebol de 2024 - Série B
O Campeonato Amapaense de Futebol de 2024 - Série B foi a 25ª edição da Segundona Amapaense, e contou com 9 equipes. O campeonato começou no mês de maio, e cada equipe inscrita ganhou uma verba de 50.000 reais. O troféu da competição recebeu o nome de Moisés dos Anjos Maciel, em homenagem ao fundador e ex-presidente da Portuguesa, que morreu no dia 10 de abril de 2024.

## Formato e participantes
As nove equipes participantes foram divididas em dois grupos, enfrentando entre si em sistema de pontos corridos, em turno único, com os dois primeiros avançando às semifinais. As equipes que avançam à final garantem o acesso à Série A de 2025.
| Equipe        | Cidade         | Títulos               |
| ------------- | -------------- | --------------------- |
| ADEC          | Calçoene       | —                     |
| Bare          | Ferreira Gomes | —                     |
| Canário       | Macapá         | —                     |
| Cruzeiro      | Macapá         | —                     |
| Cristal       | Macapá         | 3 (1988, 1991 e 2005) |
| Lagoa         | Macapá         | 1 (1984)              |
| Latitude Zero | Macapá         | —                     |
| Portuguesa    | Macapá         | —                     |
| Renovação     | Macapá         | —                     |

## Primeira Fase

### Grupo A
| Pos | Equipe        | Pts | J | V | E | D | GP | GC | SG | Classificação ou descenso |     | POR | BAR | ADC | CAN | LZE |
| --- | ------------- | --- | - | - | - | - | -- | -- | -- | ------------------------- | --- | --- | --- | --- | --- | --- |
| 1   | Portuguesa-AP | 12  | 4 | 4 | 0 | 0 | 8  | 0  | +8 | Fase Final                |     | —   |     |     | 2–0 |     |
| 2   | Bare          | 7   | 4 | 2 | 1 | 1 | 9  | 3  | +6 | Fase Final                |     | 0–1 | —   | 4–0 |     |     |
| 3   | ADEC          | 4   | 4 | 1 | 1 | 2 | 3  | 10 | −7 |                           |     | 0–4 |     | —   |     | 2–2 |
| 4   | Canário       | 2   | 4 | 0 | 2 | 2 | 1  | 4  | −3 |                           |     | 1–1 | 0–1 | —   |     |     |
| 5   | Latitude Zero | 2   | 4 | 0 | 2 | 2 | 3  | 7  | −4 |                           | 0–1 | 1–4 |     | 0–0 | —   |     |

### Grupo B
| Pos | Equipe      | Pts | J | V | E | D | GP | GC | SG  | Classificação ou descenso |  | CRI | CRU | REN | LAG |
| --- | ----------- | --- | - | - | - | - | -- | -- | --- | ------------------------- |  | --- | --- | --- | --- |
| 1   | Cristal     | 7   | 3 | 2 | 1 | 0 | 17 | 1  | +16 | Fase Final                |  | —   |     | 9–0 | 7–0 |
| 2   | Cruzeiro-AP | 5   | 3 | 1 | 2 | 0 | 5  | 3  | +2  | Fase Final                |  | 1–1 | —   |     | 2–0 |
| 3   | Renovação   | 2   | 3 | 0 | 2 | 1 | 3  | 12 | −9  |                           |  |     | 2–2 | —   | 1–1 |
| 4   | Lagoa       | 1   | 3 | 0 | 1 | 2 | 1  | 10 | −9  |                           |  |     |     | —   |     |

## Fase final
Em itálico as equipes que possuem o mando de campo no jogo de ida; em negrito as equipes vencedoras.
|  | Semifinais    | Semifinais | Semifinais | Semifinais |   |               | Final | Final | Final | Final |
|  |               |            |            |            |   |               |       |       |       |       |
|  | Portuguesa-AP | 3          | 3          | 6          |   |               |       |       |       |       |
|  | Cruzeiro-AP   | 1          | 1          | 2          |   |               |       |       |       |       |
|  | Cruzeiro-AP   | 1          | 1          | 2          |   | Portuguesa-AP | 4     | 2     | 6     |       |
|  |               |            |            |            |   | Portuguesa-AP | 4     | 2     | 6     |       |
|  |               | Cristal    | 0          | 2          | 2 |               |       |       |       |       |
|  | Cristal       | Cristal    | 0          | 2          | 2 | 4             | 2     | 6     |       |       |
|  | Cristal       |            |            |            |   | 4             | 2     | 6     |       |       |
|  | Bare          | 3          | 1          | 4          |   |               |       |       |       |       |